# Corythosaurus
Corythosaurus avea o creastă  pe cap asemănătoare cu  coifurile soldaților din  corint .Corythosaurus avea  tuburi în   creastă . Era hadrosaurid . Acest dinozaur era complet lipsit de apărare împotriva  carnivorilor. A trăit în  Cretacic. Acest  hadrozaur era ciudat.